# Revuelta de los Almirantes
La rebelión de los Almirantes es un nombre dado a un episodio que tuvo lugar a finales de 1940 en el que varios almirantes de la Marina y altos funcionarios civiles de los Estados Unidos manifestaron públicamente su desacuerdo con el Presidente y el Secretario de la estrategia de defensa sobre los planes para las fuerzas militares en principios de los años de la posguerra.

## Antecedentes
No hay ninguna razón para tener una Armada y la Infantería de Marina. General Bradley me dice que las operaciones anfibias son una cosa del pasado. Nunca vamos a tener ninguna operación anfibia más. Acabemos con la Infantería de Marina. La Fuerza Aérea puede hacer cualquier cosa de la Marina puede hacer hoy en día, por lo que acabemos con la Marina. 
-Secretario de Defensa Louis A. Johnson, Diciembre 1949

En noviembre de 1943, General del Ejército George C. Marshall pidió tras las consecuencias de la Segunda Guerra Mundial que se unificara el Departamento de Guerra de los EE.UU con el Departamento de Marina de los EE.UU. Entre sus propuestas también se incluyó la creación de una “Sección aérea” por separado, la Fuerza Aérea de los EE.UU. Estas propuestas dieron lugar a lo que se conoce como la "los debates de unificación" y la eventual aprobación de la Ley de Seguridad Nacional de 1947. Dicha ley reorganizó el ejército, creando un sistema unificado Organización Militar Nacional (rebautizado como Departamento de Defensa poco después), el Consejo de Seguridad Nacional (NSC), Agencia Central de Inteligencia (CIA), y una independiente Fuerza Aérea de los Estados Unidos (que se convirtió en una rama independiente militar después de la formar parte del Ejército).
Los generales de la recién creada Fuerza Aérea propuso una nueva doctrina: el bombardeo estratégico, en particular con armas nucleares, como el único elemento decisivo para ganar cualquier guerra futura, y por lo tanto el único medio necesario para disuadir a un adversario del lanzamiento de un ataque tipo Pearl Harbor por sorpresa o la guerra contra los Estados Unidos. Para poner en práctica esta doctrina, la Fuerza Aérea y sus partidarios consideraron como la más alta prioridad nacional, la Fuerza Aérea propuso que debería ser financiada por el Congreso para construir una gran flota de EE.UU. basada en el bombardeo pesado estratégico de largo alcance. Los generales de la Fuerza Aérea sostuvieron que este proyecto necesitaba recibir grandes cantidades de fondos, a partir de una versión mejorada del B-36 Peacemaker, Bombardero intercontinental
Los almirantes de la Marina no estaban de acuerdo. Indicando hacia un aplastante dominio de portaaviones en el Teatro del Pacífico, y solicitaron al Congreso estadounidense financiar una gran flota de "Super Portaaviones" y su flota de apoyo, comenzando con el “USS United States (CVA-58)”. Los líderes de la Marina pensaron que la guerra no podía ser ganada por los bombardeos estratégicos solamente, con o sin el uso de armas nucleares. La Armada también sostuvo una objeción moral al apoyar el uso generalizado de las armas nucleares para destruir a los principales centros de población de un territorio enemigo. Señaló que con estos barcos esperaban construir en el futuro una fuerza de aviación naval capaz de continuar en su rol táctico de apoyo aéreo con aviones modernos, y que además podría asumir el papel de la disuasión nuclear. Sin embargo el USS United States (CVA-58) fue diseñado para albergar aviones de hasta 100 000 libras, lo suficientemente grandes como para llevar armas nucleares de varias toneladas al día.
En los planes de los portaaviones clase “USS United States” que podrían transportar catorce bombarderos pesados cada uno y combustible de aviación para ocho ataques aéreos, lo que permite que un superportaaviones clase “USS United States” lanzar 112 armas nucleares antes de ser necesario un reabastecerse. Los almirantes de la Marina argumentaron que este proyecto debe recibir grandes cantidades de fondos para los ocho de los superportaaviones durante un período de cinco años.

## Cancelación del USS "Estados Unidos"

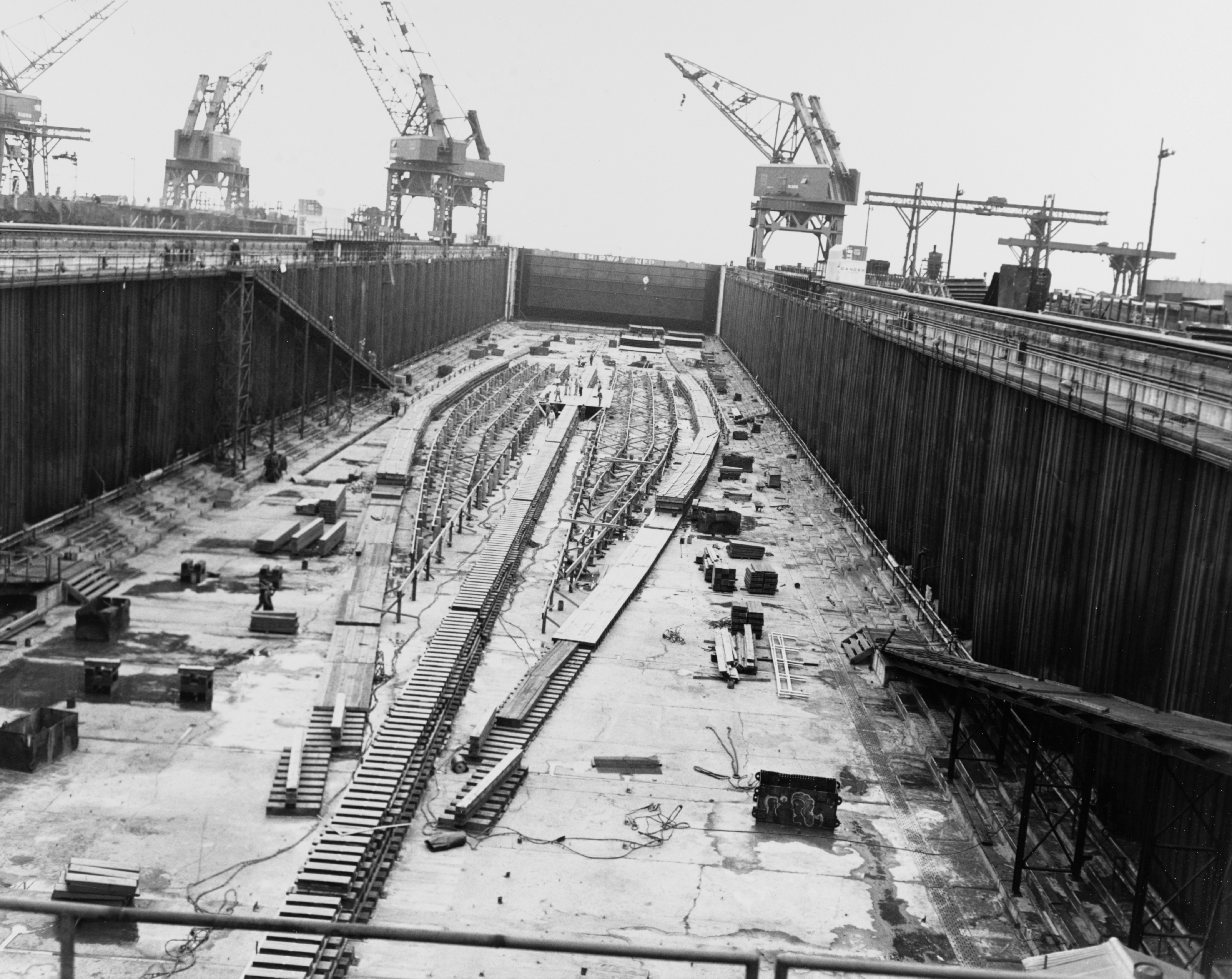
USS United States

El primer secretario de la Defensa, el exsecretario de la Marina James Forrestal, apoyó la posición de la Marina y autorizó la construcción de los “USS United States” con una producción de cinco naves. Sin embargo, el presidente Truman le pidió la renuncia del después de una serie de desacuerdos presupuestarios el 28 de marzo de 1949, y fue reemplazado por Louis A. Johnson, que apoyó los límites de presupuesto de Truman y el argumento de una Fuerza Aérea superior.
El 23 de abril, menos de un mes después de asumir el cargo, y sin consultar al Congreso, Johnson ordenó la cancelación del P.A. "Estados Unidos". Sullivan y un número de alto rango de almirantes, renunció en protesta. Unos días más tarde, Johnson anunció que los activos de la aviación del Cuerpo de Marines de los Estados Unidos serían transferidos a la Fuerza Aérea, este plan se abandonó en silencio en respuesta a un escándalo en el Congreso. Los portaviones de la Marina fueron rotundamente rechazados por la Fuerza Aérea, ya que eran un activo de la marina, que la Fuerza Aérea no podía controlar, y dado que también consideraba obsoleto en un mundo con armas nucleares. Johnson, quien fue un defensor incondicional de la Fuerza Aérea nuclear, por lo tanto trató de limitar lo más posible la contratación de la Marina de esos barcos como apoyándose en un limitado presupuesto en tiempos de paz.
Un grupo de investigación, Op-23, encabezados por el capitán Arleigh A. Burke, comenzó a reunir material crítico sobre la actuación de los B-36 y sus capacidades. Un "documento anónimo", no tardó en aparecer, alegando que el B-36 fue una "metedura de pata mil millones de dólares" y alegando fraude por parte de los contratistas del B-36. Dicho documento indicó que Johnson, que había estado en la junta de directores de Convair, fabricante de los bombarderos, tenía un interés personal en su producción.
La situación se vio agravada por una serie de artículos dirigidos al pueblo americano y escritos por el contralmirante Daniel V. Gallery para “The Saturday Evening Post”. El último artículo, "Don't Let Them Scuttle the Navy!" era tan polémico que Johnson quiso llevar a Gallery a los tribunales de Corte marcial por insubordinación grave. Gallery escapó por poco de la corte marcial. Aunque Gallery no fue juzgado en consejo de guerra, los artículos le costaron su ascenso a vicealmirante y, finalmente, pusieron fin a su carrera.
El debate que provocó la "Rebelión" se había estado construyendo durante varios años, pero llegó a su clímax en 1949, tarde cuando muchos de los funcionarios, incluyendo al Jefe de Operaciones Navales, Almirante Luis E. Denfeld así como el Secretario de la Marina John L. Sullivan, fueron despedidos u obligados a dimitir.

## Resultados de audiencias en el Congreso
En su informe final, el Comité de Servicios Armados de la Cámara no encontró ninguna elemento sustancial a los cargos relacionados con los cargos de Johnson y su ayudante Stuart Symington en la adquisición de aeronaves. Sostuvo que la evaluación del valor de B-36 fue responsabilidad del Grupo de Evaluación de Sistemas de Armas, y que los servicios conjuntos no deben emitir un juicio sobre las armas propuestas por un servicio. Sobre la cancelación de la superportaaviones, el Comité puso en duda la cualificación de los jefes de personal del Ejército y de la Fuerza Aérea, que habían testificado en favor de la decisión de Johnson, para determinar los barcos adecuados para la Marina. El comité, desaprobó la "manera sumaria" de Johnson de poner fin al portaviones y su falta de consulta a los comités del Congreso antes de actuar, afirmando que "la defensa nacional” no es competencia estrictamente del departamento ejecutivo, sino que implica no sólo el Congreso, y el pueblo estadounidense en su conjunto representado a través de su Congreso. El comité no puede de ninguna manera aprueba esta manera de decidir las cuestiones públicas".
El autor de la llamado "documento anónimo" resultó ser Cedric R. Worth, ayudante civil de la Subsecretaría de la Marina. Un Comité de la Cámara investigador recomendó que Worth fuera despedido. Posteriormente un tribunal naval de investigación, cesó a Worth.
El comité expresó su sólido apoyo a la unificación efectiva, pero señaló que "no hay tal cosa como la búsqueda de demasiada unificación y demasiado rápido" y señaló que "ha habido una resistencia de la Marina en la fusión entre los servicios, un ejército demasiado ardiente, un poco exuberante de la Fuerza Aérea ... y que puede afirmarse que el Comité no encuentra ningunos puritanos de la unificación en el Pentágono ".
Finalmente, el comité condenó la destitución del almirante Denfeld. El Secretario de Marina Fr. P. Matthews cesó a Denfeld el 27 de octubre de 1949, explicando que él y Denfeld no estaban de acuerdo sobre la política estratégica y la unificación. El Comité de Servicios Armados llegó a la conclusión de que el cese de Denfeld fue una represalia por su testimonio, y un desafío para un gobierno representativo eficaz.

### Consecuencias de la cancelación del USSUnited States
Después de la cancelación de la serie USS United States, se comenzaron a planear en el Congreso y en la Marina el diseño de los siguientes super-portaaviones, un proceso que se aceleró con la Guerra de Corea. Los siguientes cinco años los presupuestos militares, priorizaron el desarrollo y el despliegue de diversos diseños de bombarderos pesados de la Fuerza Aérea. La acumulación de una fuerza de combate de más de mil bombarderos de la Fuerza Aérea de largo alcance estratégico capaz de soportar misiones en escenarios nucleares. La parte del presupuesto total de defensa de la Fuerza Aérea aumentó, mientras que parte de la Marina fue reducida.
El nuevo diseño super-portaaviones tenía un parecido superficial a la serie USS Estados Unidos, cuando se inició la construcción. Posteriormente, su diseño se revisó de inmediato con una reducción de los desplazamientos, junto con la adición de una angulada pista de despegue que tenía poco parecido con el diseño original. Con el tiempo, unos cinco años más tarde se convirtió en el nuevo diseño USS Forrestal (CVA-59).
El diseño super-portaaviones ha evolucionado a través del portaaviones “USS Enterprise”, en la clase “Nimitz”, y continuará en la próxima “Clase Gerald R. Ford”, el primero de las cuales está siendo construido en estos momentos (2011). Once super-portaaviones están en servicio Naval de los EE.UU. (2011).

## Efectos posteriores
La "rebelión de los Almirantes" abrió el debate, aún en curso, sobre el establecimiento militar de Estados Unidos acerca del papel de: las armas nucleares, el bombardeo estratégico, y la necesidad de la unificación del mando militar. Mientras se plantean las funciones de equipo de cada servicio como una entidad separada.
La primera prueba de la doctrina nacional llegó el 25 de junio de 1950, cuando la guerra de Corea estalló, y la autoridad de mando nacional decidió que el bombardeo estratégico nuclear no se utilizaría para derrotar a Corea del Norte, más bien, el uso de fuerzas terrestres convencionales, con el apoyo de medios navales, junto con asalto anfibio, se utiliza para atacar Corea del Norte y a las fuerzas armadas de RPDC. 
La guerra de Corea se consideró entonces como una guerra limitada y desestimó como una aberración por los partidarios de la doctrina de la Fuerza Aérea en vista de una mayor amenaza de la  Unión Soviética. La historia reciente ha demostrado que los conflictos limitados son la norma, sin la necesidad del uso de los bombardeos nucleares estratégicos como fue lo previsto por el escenario de la Fuerza Aérea. La Guerra de Corea hizo reforzar las lecciones de la Segunda Guerra Mundial, que tuvo a los portaaviones como un activo de la fuerza principal de apoyo a la política exterior estadounidense. Después del que el ataque de Corea del Norte comenzase, el Secretario de la Marina Johnson prometió que tendría su nuevo avión "superportaaviones". Los historiadores de la Fuerza Aérea y Marina siguen defendiendo las posiciones mantenidas por sus respectivos lados durante la "Revolución de los Almirantes".